# Zeballos Lake
Zeballos Lake är en sjö i Kanada.   Den ligger i provinsen British Columbia, i den sydvästra delen av landet, 3 800 km väster om huvudstaden Ottawa. Zeballos Lake ligger 336 meter över havet. Arean är 1,8 kvadratkilometer. Den sträcker sig 2,0 kilometer i nord-sydlig riktning, och 2,9 kilometer i öst-västlig riktning.
I omgivningarna runt Zeballos Lake växer i huvudsak barrskog. Trakten runt Zeballos Lake är nära nog obefolkad, med mindre än två invånare per kvadratkilometer.